# Папа Зосим
Зосим или Зосима (грч. Ζώσιμος) био је епископ града Рима у периоду од 18. марта, 417. до 26. децембра 418. године.
Зосима је био Грк пореклом из Кападокије. С обзиром на име оца, Абрахам, претпоставља се да је имао и јеврејског порекла. Био је најпре свештеник у Риму у време његовог претходника Иноћентија I. Одмах након његове смрти изабран је за римског епископа 12. марта, а устоличен је 18. марта 417. године.
Један од првих његових потеза било је да одобрење посебних привилегија за епископа које је сам поставио Галије. Његово име везује се за Пелагијанску полемику. Увео је неколико значајних мера за побољшање морала свештенства. Он је заслужан са забрану полагања свештенства лица неслободног статуса. 